# Quake engine
Quake Engine je PC game engine igre Quake. Engine je iskorišten po prvi puta igrom "Doom" 1993. godine. Cijeli kod Quake engine-a napisan je u C programskom jeziku, te uz primjenu assembly x86. Quake engine je prvenstveno zamišljen kao OpenGL Rendering engine, no kasnije su se i pojavile modifikacije za Direct3D. Engine je stvoren za 3d projekcije zatvorenih, uskih prostorija, s mogućnošću stvaranja i otvorenih prostora, no oni su bili ograničeni mogućnošću kretanja. Velik je dio koda napisao John Carmack, koji je u Quake Engine popularizirao korištenje mnogih tehnologija kao što su BSP (Binary Space Partitioning - Optimizacija projekcije zatvorenih prostora), MD sustav animacija, te na kraju krajeva i popularnost OpenGL API-a. Quake engine je stvoren s takvim pristupom da su sadržaj igre i sam engine stvoreni odvojeno, stoga je Quake Engine korišten u mnogim drugim igrama kao Half Life, Call of Duty, Return to Castle Wolfenstein, Medal of Honor: Alied Assault i još nekim manje poznatim igrama. Osim "Quake Engine" naziva, ovaj engine se naziva još i id tech.
Igre koje koriste Quake engine (id tech 1) su:
- Doom - 1993.
- Doom 2 - 1994.
- Heretic - 1994.
- Hexen - 1995.

## Quake 2 Engine (id tech 2)
Quake 2 engine nasljednik je originalnog Quake engine-a. Engine je debitirao s igrom Quake 2, te je ponudio bolje svjetlosne efekte, mogućnost igranja s više igrača (netcode), napredniji sustav animacija (MD2), te upotreba Dinamic Lynk Library biblioteka. Engine je nazvan kao nasljednik originalnog id Tech Engine-a, stoga se naziva id tech 2 game engine. Korišten je u sljedećim igrama:
- Quake 2 - 1997.
- Heretic 2 - 1998.
- Sin - 1998.
- Soldier of Fortune - 2000.
- Daikatana - 2000.

## Quake 3 (id tech 3 engine)
Id Tech 3 je game engine koji je korišten u mnogim video igrama, prvi put se pojavio u videoigri Quake 3, 1999. godine. Engine je razvijen na osnovu id tech i id tech 2 engine-a, uvodi upotrebu Pixel i Vertex Shadera, kompleksne animacije (MD3), napredniji netcode, naprednija detekcija sudara (collision detection) i fizikalne simulacije, kompleksniju geometriju, modele likova i sl. Kao i svoji prethodnici korišten je u mnogim video igrama, od kojih su najpoznatije Call of Duty (serijal koji i dan danas velik dio koda upravo koristi iz Quake 3 Engine-a), Medal of Honor: Alied Assault, Return to Castle Wolfenstein, Wolfenstein: Enemy Teritory. Engine je i dalje se bazirao na BSP tehnologiji, stoga nije bio pogodan za renderiranje velikih prostora. Nudio je puno novih stvari u odnosu na id tech 2, kao sto su upotreba shadera, naprednijih sjena i osvjetljenja, napredniji AI zasnovan na waypoint sustavu, te na kraju krajeva i bolju optimizaciju. Engine je postao slobodan za preuzimanje 2005. godine na službenoj stranici id Softwarea.